# Wapen van Gemert-Bakel

Het wapen van de gemeente Gemert-Bakel

Het wapen van de Nederlandse gemeente Gemert-Bakel is op 19 september 1997 bij Koninklijk Besluit nr 97.002847 vastgesteld door de Hoge Raad van Adel. De Brabantse gemeente is in 1997 ontstaan door een fusie van de gemeente Gemert en Bakel en Milheeze.

## Blazoen
De beschrijving van het wapen luidt:
In keel een kruis van zilver, beladen met een versmald kruis van sabel; een hartschild van goud met een adelaar van sabel. Het schild gedekt met een kroon van drie bladeren en twee parels.
N.B. de gebruikte heraldische kleuren zijn keel (rood), zilver (wit), sabel (zwart) en goud (geel).
Het wapen is afgeleid van het oude wapen van Gemert, waarbij het kruis is aangepast aan het kruis van de Duitse Orde.

## Verwante wapens

Wapen van de voormalige gemeente Gemert
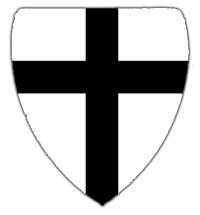
Wapenschild van de Duitse Orde

## Dorpswapens
De volgende zeven dorpswapens voor de kernen zijn in een raadsvergadering van de gemeente Gemert-Bakel op 19 november 1997 vastgesteld:

Het wapen van Bakel
Het wapen van Elsendorp
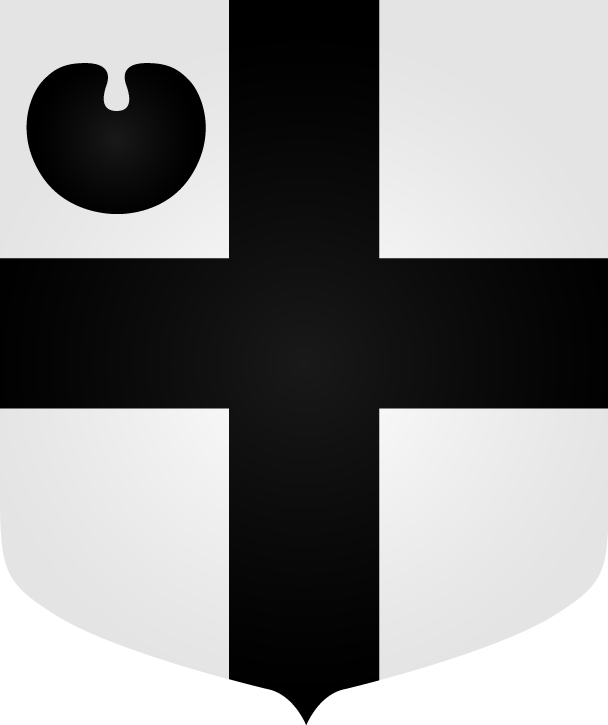
Het wapen van Gemert
Het wapen van Handel
Het wapen van Milheeze
Het wapen van De Mortel
Het wapen van De Rips